# Cheyenne (Wyoming)
Cheyenne er hovedstad i den amerikanske delstat Wyoming, navngivet efter de indfødte amerikanske Cheyenne stammer. Byen har 65.132(2020) indbyggere og er Wyomings største. Byen er administrativt centrum for det amerikanske county Laramie County.